# Mathieu Spinosi

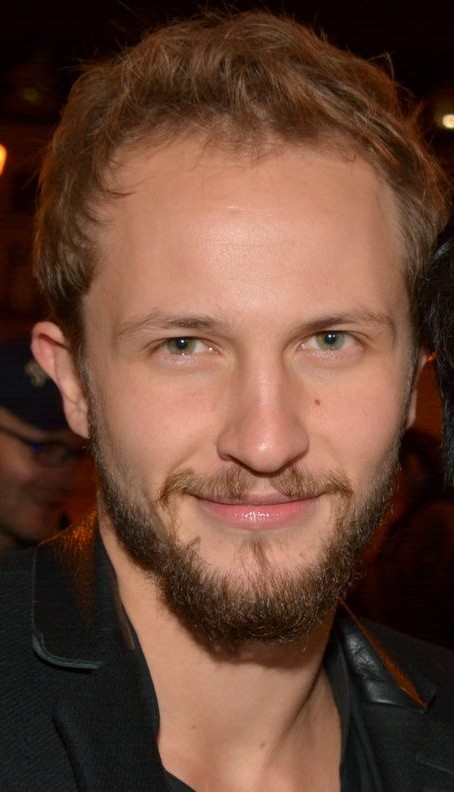
Mathieu Spinosi (2016)

Mathieu Spinosi (* 6. Juni 1990 in Brest, Frankreich) ist ein französischer Filmschauspieler und Geiger.

## Leben und Ausbildung
Spinosi ist der Sohn des Geigers und Dirigenten Jean-Christophe Spinosi und wurde selbst als Violinist ausgebildet. Er ist Mitglied des von seinem Vater gegründeten Ensemble Matheus. 2009 war Spinosi in Neuilly sa mère! in seiner ersten Filmrolle zu sehen. Ab 2011 wurde er am Pariser Conservatoire national supérieur d’art dramatique zum Schauspieler ausgebildet.

## Filmografie
- 2009: Neuilly sa mère!
- 2010–2014: Clem (Fernsehserie)
- 2014: Les Yeux
- 2014: Les Nuits d’été
- 2014: Zu Ende ist alles erst am Schluss (Les Souvenirs)
- 2016: Die Besucher – Sturm auf die Bastille (Les Visiteurs – La Révolution)
- 2017: La Mélodie – Der Klang von Paris (La mélodie)